# Przepuklina
Przepuklina (łac. hernia) – patologiczne uwypuklenie zawartości jamy ciała (najczęściej jamy brzusznej) przez otwór w powłokach, w miejscu zwanym miejscem o obniżonej oporności (łac. locus minoris resistentiae).

## Rodzaje

### Przepukliny brzuszne
- przepuklina pachwinowa
  - przepuklina pachwinowa prosta inaczej zwana przyśrodkową
  - przepuklina pachwinowa skośna inaczej zwana boczną
  - przepuklina mosznowa (według starej nomenklatury)
- przepuklina udowa
- przepuklina pępowinowa
- przepuklina w kresie białej
- przepuklina Richtera
- przepuklina okołostomijna
- przepuklina w bliźnie pooperacyjnej

### Inne
- przepuklina rozworu przełykowego
- przepuklina przeponowa
- przepuklina cewy nerwowej

## Podział

### Pod względem etiogenezy
- przepuklina wrodzona (przepukliny pępkowe, pachwinowe skośne przy otwartym wyrostku pochwowym)
- przepuklina nabyta (przepukliny pachwinowe proste, przepukliny udowe)

### Pod względem umiejscowienia
- zewnętrzne
- wewnętrzne

### Pod względem komplikacji
- przepuklina odprowadzalna (łac. hernia libera, ang. reducible hernia) – zawartość worka przepukliny udaje się odprowadzić z powrotem na właściwe miejsce. Zawartość przepukliny odprowadzalnej nie wykazuje cech niedokrwienia. W przypadku odprowadzanej przepukliny, w której znajduje się jelito, pasaż jelitowy nie ulega zaburzeniu.
- przepuklina nieodprowadzalna,
  - ze szczególnym wyróżnieniem przepukliny uwięźniętej

## Budowa przepukliny
Przepuklina posiada wrota przepukliny, kanał przepukliny, worek przepuklinowy oraz zawartość.
- Wrota przepukliny jest to miejsce, przez które wydostaje się zawartość przepukliny. Pierwotnie jest to punkt zmniejszonego oporu tkanek. Na skutek naprężeń i ciągłych urazów wrota przepukliny zostają obmurowane pierścieniem łącznotkankowym.

- Kanał przepukliny jest to droga, którą zawartość przepukliny wydostaje się do tkanek podskórnych.

- Worek przepuklinowy, w przypadku przepuklin brzusznych, utworzony jest przez otrzewną, która otacza bezpośrednio przedostające się do worka struktury. Worek można podzielić na szyjkę (znajduje się we wrotach i w kanale), trzon i dno (koniec przepukliny).

- Zawartość przepukliny może być bardzo różna w zależności od umiejscowienia. Początkowo przepuklina może być pusta. Następnie wraz z jej poszerzaniem mogą przedostawać się do niej okoliczne struktury. W przypadku przepuklin brzusznych są to najczęściej sieć większa, jelito cienkie.

## Etiologia i występowanie
Przepukliny dzielimy na:
- Wrodzone – ujawniające się zaraz po urodzeniu lub w 1-2 roku życia. Powstają w wyniku niedokonanego zamknięcia w życiu płodowym otworów w ścianie jamy brzusznej (np. przepuklina pępkowa) lub na skutek zaburzonego procesu zstępowania jąder.
- Nabyte – powstają pod wpływem częstych i znacznych zwyżek ciśnienia śródbrzusznego związanych z wzmożonym działaniem tłoczni brzusznej (zespołu mięśni budujących ściany jamy brzusznej). W tych warunkach otrzewna ścienna ulega uwypukleniu na zewnątrz, w obrębie naturalnych lub nabytych otworów, szczelin i słabszych miejsc w ścianie brzucha. Powstaniu przepukliny sprzyja zwiotczenie i mniejsza wytrzymałość tkanek w wieku podeszłym. Do znacznych i częstych podwyżek ciśnienia śródbrzusznego dochodzi u ludzi ciężko pracujących fizycznie i w takich stanach chorobowych, jak przewlekły kaszel, uporczywe zaparcia czy parcie na mocz.
- Pourazowe – powstają w wyniku szczególnie dużego i nagłego wysiłku fizycznego.

Duży odsetek przepuklin stanowią przepukliny pooperacyjne będące powikłaniem wielu zabiegów jamie brzusznej. Ocenia się, że przepukliny takie powstają w 2-10% laparotomii. Na ich powstanie ma wpływ zarówno błąd chirurga (niewłaściwa technika czy szwy), jak i zaburzenia gojenia rany wynikające ze stanu chorego lub wrodzonych zaburzeń syntezy i degradacji kolagenu. Przepukliny pooperacyjne powstają znamiennie częściej po operacjach w trybie pilnym niż po zabiegach planowych. Najczęstszymi przepuklinami pooperacyjnymi są przepukliny kresy białej (cięcie pośrodkowe) lub okołopępkowe. Te drugie są najczęściej skutkiem nieprawidłowego zarośnięcia rany po operacji laparoskopowej.
Najczęściej występujące przepukliny brzuszne to: pachwinowa (70%), udowa (12%), pępkowa (11%).

## Leczenie
- Leczenie operacyjne polega na odprowadzeniu zawartości worka przepuklinowego do jamy otrzewnej poprzez jego zagłobienie lub jego otwarcie, a następnie odcięcie nadmiaru tkanki i zszycie. Ten etap jest wspólny dla wszystkich typów operacji przepuklin. Różnice występują w sposobie zaopatrzenia wrót przepukliny, co w przypadku przepukliny pachwinowej sprowadza się do wzmocnienia tylnej ściany kanału pachwinowego i wytworzeniu nowego pierścienia pachwinowego głębokiego. Przepuklinę można zaopatrzyć na dwa sposoby: napięciowy z użyciem własnych tkanek oraz beznapięciowy z użyciem siatek przepuklinowych o różnych kształtach i z różnych materiałów. Najpopularniejsza jest tu metoda Lichtensteina z użyciem płaskiej siatki polipropylenowej o kształcie "rakiety" lub "stopy", która jest też zalecana. W przypadku uwięźnięcia przepukliny konieczna może okazać się częściowa resekcja jelita.
- Leczenie zachowawcze polega na stosowaniu specjalnych pasów przepuklinowych; jest to metoda obecnie przestarzała i używana tylko w specjalnych przypadkach.

## Klasyfikacja ICD10
| kod ICD10   | nazwa choroby                     |
| ----------- | --------------------------------- |
| ICD-10: K40 | Przepuklina pachwinowa            |
| ICD-10: K41 | Przepuklina udowa                 |
| ICD-10: K42 | Przepuklina pępkowa               |
| ICD-10: K43 | Przepuklina brzuszna              |
| ICD-10: K44 | Przepuklina przeponowa            |
| ICD-10: K45 | Inne przepukliny brzuszne         |
| ICD-10: K46 | Nieokreślone przepukliny brzuszne |